# مولولابا
مولولابا (به انگلیسی: Mooloolaba) یک حومه شهر در استرالیا است که در کوئینزلند واقع شده‌است.